# La Heredad
La Heredad är en ort i Mexiko.   Den ligger i kommunen Chicontepec och delstaten Veracruz, i den sydöstra delen av landet, 220 km nordost om huvudstaden Mexico City. La Heredad ligger 121 meter över havet och antalet invånare är 286.
Terrängen runt La Heredad är platt norrut, men söderut är den kuperad. Runt La Heredad är det ganska tätbefolkat, med 65 invånare per kvadratkilometer. Närmaste större samhälle är Tepetzintla, 18,1 km nordost om La Heredad. Trakten runt La Heredad består till största delen av jordbruksmark.